# Departamento Pehuenches
Pehuenches es un departamento en la provincia del Neuquén (Argentina).

## Superficie y límites
Con 8720 kilómetros cuadrados, Pehuenches es el segundo departamento más extenso de la provincia (después de Añelo). Limita al norte con la provincia de Mendoza, al este con Río Negro, al sur con los departamentos de Añelo y Loncopué y al oeste con los departamentos de Ñorquin y Chos Malal.

## Población
El Censo 2010 confirmó que es el cuarto departamento más poblado de la provincia, con 24.696 habitantes. Es además uno de los que más creció en el período intercensal 2001-2010, ya que pasó de 89.000 a 99.999 (un aumento del 79%).
En 2022, el censo arrojó 29.753 habitantes. Esto significó  un incremento del 23.5%, el mayor en la provincia.

## Localidades
Los municipios del departamento son:
- Rincón de los Sauces (1.ª categoría)
- Buta Ranquil (2.ª categoría)
- Barrancas (3.ª categoría)
- Octavio Pico (Comisión de fomento)

Parajes rurales
- Auquinco
- Chacayco
- Curaco
- El Cruce
- Las Cortaderas
- Rincón Colorado